# 정보제공자
정보제공자(情報提供者)는 한 개인이나 조직 · 단체에 관한 내부 정보를 수사 기관이나 정보 기관 등 다른 조직에 제공하는 인물의 총칭이다. 제보자(提報者)라고 부르기도 한다. 밀고자(密告者)와 배신자(背信者)라고 부르는 경우는 정보를 누설 한 쪽의 입장에서 비판적인 뉘앙스가 담겨있다. 한편, 내부 고발자라는 표현도 있지만, 선의적인 고발자를 주로 가리킨다.

## 같이 보기
- 간첩 행위
- 할리우드 블랙리스트
- 플리 바겐
- 미국 연방보안관
- 워터게이트 사건
- 내부고발